# Regionalwahlen in Italien 2020
Die Regionalwahlen in Italien 2020 fanden in acht Regionen mit Normalstatut (Venetien, Ligurien, Emilia-Romagna, Toskana, Marken, Kampanien, Apulien und Kalabrien) und in einer Region mit Spezialstatut (Aostatal) statt.
In Emilia-Romagna und in Kalabrien fanden die Wahlen am 26.–27. Januar statt. In Venetien, Ligurien, Toskana, Marken, Kampanien, Apulien, Kalabrien und Aostatal fanden sie am 20.–21. September statt.

## Zusammenfassung der Ergebnisse
| Region                    | Mitte-rechts               | Mitte-links                 | Movimento 5 Stelle          | Sonstige         | Präsident vor der Wahl          |
| ------------------------- | -------------------------- | --------------------------- | --------------------------- | ---------------- | ------------------------------- |
| Emilia-Romagna → Ergebnis | Lucia Borgonzoni 43,6 %    | Stefano Bonaccini 51,4 %    | Simone Benini 3,5 %         | 1,5 %            | Stefano Bonaccini (Mitte-links) |
| Kalabrien → Ergebnis      | Jole Santelli 55,3 %       | Filippo Callipo 30,1 %      | Francesco Aiello 7,4 %      | 7,2 %            | Mario Oliverio (Mitte-links)    |
| Venetien → Ergebnis       | Luca Zaia 76,8 %           | Arturo Lorenzoni 15,7 %     | Enrico Cappelletti 3,2 %    | 4,2 %            | Luca Zaia (Mitte-rechts)        |
| Ligurien → Ergebnis       | Giovanni Toti 56,1 %       | Ferruccio Sansa 38,9 %      | – (Mitte-links)             | 5,0 %            | Giovanni Toti (Mitte-rechts)    |
| Toskana → Ergebnis        | Susanna Ceccardi 40,6 %    | Eugenio Giani 48,8 %        | Irene Galletti 6,4 %        | 4,5 %            | Enrico Rossi (Mitte-links)      |
| Marken → Ergebnis         | Francesco Acquaroli 49,1 % | Maurizio Mangialardi 37,3 % | Gian Mario Mercorelli 8,6 % | 5,0 %            | Gian Mario Spacca (Mitte-links) |
| Kampanien → Ergebnis      | Stefano Caldoro 18,1 %     | Vincenzo De Luca 69,5 %     | Valeria Ciarambino 9,9 %    | 2,5 %            | Vincenzo De Luca (Mitte-links)  |
| Apulien → Ergebnis        | Raffaele Fitto 38,9 %      | Michele Emiliano 46,8 %     | Antonella Laricchia 11,1 %  | 3,2 %            | Michele Emiliano (Mitte-links)  |
|                           |                            |                             |                             |                  |                                 |
| Aostatal → Ergebnis       | keine Direktwahl           | keine Direktwahl            | keine Direktwahl            | keine Direktwahl | keine Direktwahl                |